# Federico González y Tave
Federico González y Tave (Cádiz, 1823-1867) fue un pintor español, especializado en la pintura de historia y retratos.
Fue premiado en la Exposición Nacional de 1864 por su obra Don Pedro I consulta su horóscopo a Ben Agatin conservada en el Museo del Prado.